# چارلی لووین
چارلز الزر لووین (Charles Elzer Loudermilk) یک خواننده و ترانه سرای آمریکایی موسیقی کانتری بود. او به عنوان یکی از برادان لووین شناخته شده است.